# Кхарджк
Кхарджк (арм. Կղարջք), Кларджк или Кахарджк (арм. Կաղարջք), в урартских источниках — Катарза, в грузинских — Кларджети (груз. კლარჯეთი) — гавар в ашхаре (провинции) Гугарк Великой Армении.

## История
В начале VIII века до н. э. область вошла в состав государства Урарту. В урартских клинописных источниках она упоминается как Катарза, что соответствует названию древнеармянской области Годердзакан тун.
Согласно Страбону, во II веке до н. э. Кларджети был выведен из-под контроля Грузии и включен в состав одного из расширяющихся армянских царств. После нескольких безуспешных попыток своих предшественников царь Вахтанг I Горгасали (ок. 445—510) вернул всю Кларджетию в состав Грузии.